# Alberto Juantorena
Alberto Juantorena Danger (Santiago de Cuba, 3 de diciembre de 1950) es un exatleta cubano de campo y pista, especialista en las pruebas de 400 y 800 metros. Se proclamó campeón olímpico de ambas distancias en los Juegos Olímpicos de Montreal 1976, hazaña que nadie ha repetido hasta ahora. Recibía de algunos el apodo de «El Caballo», pero los comentaristas deportivos cubanos le llamaban «El elegante de las pistas». Es tío del jugador de vóley playa italiano Osmany Juantorena.

## Primeros años
Gracias a su estatura (1,90) empezó en el deporte jugando al baloncesto por su provincia natal y logró poco después una beca en la Escuela Superior de Perfeccionamiento Atlético (ESPA) nacional de La Habana, capital cubana, en el curso escolar 1970-1971. A pesar de ello, sus resultados fueron considerados muy pobres en el baloncesto, según sus propias palabras.  Los entrenadores de baloncesto le dijeron que su edad era tardía para la ESPA, por lo que fue dado de baja. Sin embargo, en el proceso de su salida de la institución, le vieron correr varios entrenadores de la Selección Nacional cubana de Atletismo, junto a los cuales estaba el polaco Zygmunt Zabierzowski, como parte de la habitual colaboración con Cuba de los entonces países socialistas de Europa oriental. Según narra el propio exatleta, el entrenador polaco le levantó la camiseta, le tocó la cadera y declaró que el joven tenía condiciones como corredor, destacando la longitud de su paso en la carrera.
Comenzó corriendo solamente la especialidad de 400 metros planos. Un año más tarde participó en los Juegos Olímpicos de Múnich 1972, donde fue eliminado en uno de los hits semifinales. A partir de ese momento su ascenso fue sostenido. Ganó el oro en los 400 metros en los Juegos Mundiales Universitarios de Moscú en 1973. Un año después, en pleno ascenso de su joven carrera, tuvo las primeras afecciones de salud derivadas de la práctica deportiva, con dos neuromas (uno plantar y otro interdigital) en los pies, lo que significó dos intervenciones quirúrgicas, llevadas a cabo por el célebre cirujano ortopédico cubano Rodrigo Álvarez Cambras en diciembre de 1974 y enero de 1975, respectivamente. Aun así se decidió su participación en los Juegos Panamericanos de Ciudad de México en 1975, compitiendo en los 400 metros, donde alcanzó la medalla de plata con un tiempo de 44.80, tras el estadounidense Ronald Ray, campeón panamericano con 44.45 s. Solamente entonces, a finales de 1975, comenzó su preparación para la especialidad de 800 metros, considerada por los especialistas como la primera de medio fondo y por ende exigente de condiciones físicas y una estrategia de carrera completamente diferentes. Tal preparación fue realizada con vistas a los Juegos Olímpicos de Montreal, celebrados en 1976.

## Consagración olímpica
Conocido por sus resultados anteriores, Juantorena contaba como uno de los favoritos para los 400 metros planos, pero no se le consideraba para la final de los 800 metros. Su victoria en el hit semifinal era un resultado esperado. Sin embargo, al día siguiente, con menos de 24 horas de diferencia, Juantorena se presentó en la final de los 800, en la que eran favoritos el belga Ivo Van Damme y el estadounidense Rick Wolhutter, vigente plusmarquista mundial. Juantorena llevó a cabo una carrera que se convertiría en su estilo ganador durante la corta época en que reinó en las pistas. Con una arrancada vigorosa, alargó el paso durante los primeros 200 metros, halando el bloque de corredores al perder las carrileras. Luego se mantuvo flotando entre la segunda y tercera posición, estimulando a sus contrincantes a acelerar el paso prematuramente. Ya en la segunda vuelta al óvalo, hacia los últimos 250 metros, Alberto Juantorena aceleró el ritmo de carrera, alargando aún más la longitud del paso y sorprendiendo a los contrincantes y a los narradores deportivos del mundo entero. Llegó victorioso a la meta con un tiempo de 1:43.50, nueva plusmarca mundial. Van Damme resultó segundo para la medalla de plata y Wolhutter recibió el bronce. Esta hazaña resultó notable sobre todo para los especialistas, por la casi superposición de ambas pruebas, en días consecutivos. Sólo tres días más tarde Juantorena venció en la final de los 400 metros con un tiempo de 44,26 que sería la mejor marca de su vida en esta prueba, venciendo a los estadounidenses Fred Newhouse y Herman Frazier, plata y bronce respectivamente.
Al ser entrevistado por los medios televisivos en la entonces mayor urbe canadiense, Juantorena dedicó repetidamente su triunfo a la Revolución Cubana y al Comandante Fidel Castro. Se convertía así en el primer atleta en la historia que hacía el doblete en los 400 y los 800 metros en unos Juegos Olímpicos, algo que nadie ha vuelto a repetir hasta la fecha, incluyendo los Juegos Olímpicos de Londres 2012. Normalmente se consideraba que los 400 y los 800 metros eran dos pruebas incompatibles al más alto nivel, pues la primera era básicamente de velocidad y la segunda de medio-fondo, con una estrategia diferente, de desgaste de los contrincantes. Juantorena se convirtió en el número 1 del planeta en ambas especialidades durante algunos años, no existiendo hasta la fecha ningún atleta que haya escalado tan alto nivel en ambas disciplinas.
Tras los Juegos Olímpicos continuó siendo el mejor del mundo en 1977, año en que dominó los rankings mundiales de las dos distancias, ganando los 400 y 800 metros en la Copa del Mundo de Atletismo celebrada en Düsseldorf. El 21 de agosto de ese mismo año batió su propio récord mundial de los 800 metros planos en Sofía, en la IX edición de los Juegos Mundiales Universitarios, con un tiempo de 1:43,44. Paradójicamente, en los Juegos Panamericanos de San Juan de Puerto Rico en 1979 solo consiguió ser 2.º en sus dos pruebas, alegando sus entrenadores que no estaba en su punto más alto del ciclo de preparación olímpica.
En los Juegos Olímpicos de Moscú 1980, a pesar de la no participación por boicot político, de Estados Unidos y otras naciones occidentales, el nivel de los corredores soviéticos y de la RDA había ascendido notablemente. Juantorena y su entrenador consideraron que el nivel era demasiado elevado para poder aspirar al podio y el campeón decidió no participar en la carrera. Se concentró en la distancia de los 400 metros, donde el pronóstico le era favorable. Sin embargo, no consiguió pasar de la cuarta posición, con un modesto tiempo de 45,09 s.

## Ocaso y retiro del deporte activo
Como parte de la doctrina deportiva cubana, Juantorena, corredor de primer nivel mundial, participó en una competencia de mucha menor exigencia, dentro de los Juegos Centroamericanos y del Caribe, celebrados en La Habana, 1982, en su versión XIV. Al celebrarse estos juegos regionales en la capital cubana, la delegación anfitriona participó con sus atletas de máximo nivel en todas las disciplinas disputadas. Alberto Juantorena, más especializado en la carrera de 800 metros, declinó participar en los 400, conociendo la calidad del jamaicano Bert Cameron, entonces el mejor corredor a nivel mundial en la distancia. Juantorena obtuvo fácilmente el oro en los 800 metros y participó como cerrador del relevo cubano de 4 x 400. En esta carrera, la estafeta jamaicana situó a Cameron como tercer hombre, buscando sacar una ventaja que resultara insalvable por Juantorena en el cierre. Esta carrera se convertiría en otra espectacular proeza del corredor, pues los tres restantes corredores de la estafeta cubana eran de un nivel muy inferior. Al recibir el testigo de relevo Juantorena, la desventaja del relevo cubano era mayor a los 30 metros. En una sola vuelta al óvalo para remontarla, Juantorena fue capaz de alargar el paso, alcanzar y superar al cerrador jamaicano, sacando incluso una ventaja favorable de unos diez metros hacia la meta, al tiempo que saludaba a las tribunas. A pesar del nivel inferior de esta carrera, este esfuerzo notable a los 32 años de edad fue considerado por los comentaristas deportivos cubanos como una hazaña atlética casi tan grande como la victoria olímpica en Montreal.

Tres años más tarde, como parte de su último ciclo olímpico, Juantorena participó en el Primer Campeonato Mundial de Atletismo de Helsinki, en 1983, donde tras pasar la primera ronda de los 800 metros, sufrió una lesión en un pie y no pudo seguir adelante. El año siguiente se celebrarían los Juegos Olímpicos en la ciudad de Los Ángeles, Estados Unidos, donde pensaba concentrarse en los 800 metros en lugar de los 400. Sin embargo, el bloque de naciones socialistas, encabezado por la Unión Soviética, no asistió a los Juegos, según algunos analistas como respuesta al boicot estadounidense de 1980, mientras el gobierno soviético, que negó un boicot planificado, alegó falta de seguridad para sus atletas y una extensa campaña mediática contra la Unión Soviética, en pleno auge durante la presidencia estadounidense de Ronald Reagan. Cuba se sumó al boicot del bloque socialista y no participó de los Juegos, lo que impidió que Juantorena retornara por última vez a la competición de los 800 metros planos. En sustitución, se celebraron los Juegos de la Amistad, cuya inauguración y competencias de Atletismo tuvieron lugar en el Estadio Lenin, la misma sede oficial de los Juegos Olímpicos de Moscú, en 1980. El nivel de la competición de campo y pista de estos juegos fue incluso algo superior al observado en los Juegos de Los Ángeles, obteniéndose marcas ganadoras superiores a las de Los Ángeles en 28 de las 41 pruebas realizadas. En esta competencia, Juantorena se enfrentó a tres corredores soviéticos y a uno polaco, todos de muy alto nivel internacional. Los soviéticos lideraron algo más de la mitad de la carrera, mientras el polaco Richard Ostrovski y Juantorena se mantuvieron a flote tras ellos. En la segunda vuelta, Ostrovski comenzó a adelantar y Juantorena solamente aceleró y amplió el paso en los últimos 200 metros. Apelando al extra de su poderosa zancada, Juantorena logró entrar exactamente junto al polaco, con un tiempo para ambos de 1:45.58 minutos. Ambos fueron considerados ganadores y recibieron sendas medallas de oro. Al término de la premiación de la prueba, Alberto Juantorena anunció su retiro de las pistas como atleta activo.

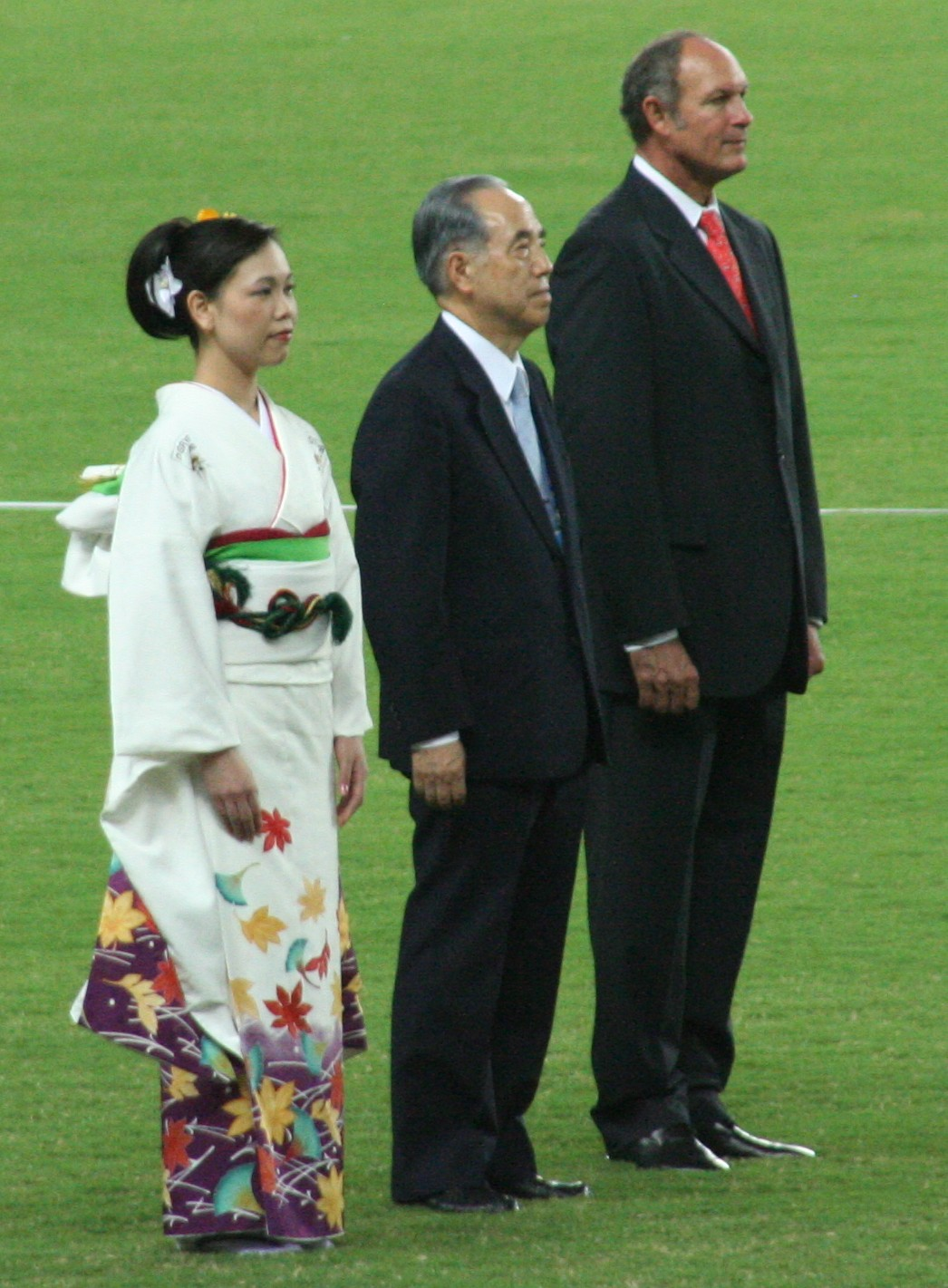
Juantorena (a la derecha) en el Campeonato Mundial de Atletismo de 2007.

## Miembro ejecutivo de la IAAF y del COI
Además de su brillante carrera deportiva, Alberto Juantorena se graduó de Licenciatura en Economía, en la Universidad de La Habana. Sus conocimientos económicos y administrativos, así como su compromiso personal con el gobierno revolucionario cubano, le valieron un puesto elevado en el INDER (Instituto Cubano de Deportes, Educación Física y Recreación, con rango de ministerio), donde ascendió rápidamente hasta convertirse en Vicepresidente, además de ser el presidente de la Federación Cubana de Atletismo, lo que significó su inclusión en la nómina del Consejo de la IAAF, siendo elegido como uno de sus vicepresidentes en el año 2015. En tal función, Juantorena ha mantenido una actitud de defensa del deporte cubano y en contra del robo de talentos por parte de las naciones de más recursos económicos, lo que se reflejó en el veto ejercido por él mismo a nombre de la Federación Cubana de Atletismo contra la participación de los atletas cubanos Niurka Montalvo e Iván Pérez en los Juegos Olímpicos de Sídney del año 2000, captados por el Comité Olímpico Español con ese objetivo. El veto fue efectivo y ambos jugadores se vieron obligados a esperar el mínimo de dos años como nacionalizados en España para poder competir por ese país. Juantorena es también miembro permanente del Consejo del Comité Olímpico Internacional.
En el año 2003 fue exaltado al Salón de la Fama de la Confederación Centroamericana y del Caribe de Atletismo. En el año 2012, cuando se instituyó el Salón de la Fama de la IAAF, Juantorena fue también exaltado con nombramiento el 11 de junio, dentro de los 24 miembros que lo integran. Es el único cubano hasta ahora incluido en ese listado. En Cuba fue designado para inaugurar, junto a la judoca cubana Estela Rodríguez, la muestra permanente "Campeones del Pueblo", en el Pabellón de los Deportes de Expocuba, el principal recinto ferial y expositivo del país antillano.

## Resumen de resultados
| Año  | Competición                          | Ciudad sede      | País            | Distancia | Resultado   | Tiempo  | Notas                        |
| ---- | ------------------------------------ | ---------------- | --------------- | --------- | ----------- | ------- | ---------------------------- |
| 1972 | Juegos Olímpicos                     | Múnich           | RFA             | 400 m     | Semifinales | ---     |                              |
| 1973 | Juegos Mundiales Universitarios      | Moscú            | Unión Soviética | 400 m     | 1.º.        | 45.36   | Récord mundial universitario |
| 1975 | Juegos Panamericanos                 | Ciudad de México | México          | 400 m     | 2.º.        | 44.80   |                              |
| 1975 | Juegos Panamericanos                 | Ciudad de México | México          | 4 x 400 m | 2.º.        | 3:02.82 |                              |
| 1976 | Juegos Olímpicos                     | Montreal         | Canadá          | 400 m     | 1.º.        | 44.26   | Mejor marca personal         |
| 1976 | Juegos Olímpicos                     | Montreal         | Canadá          | 800 m     | 1.º.        | 1:43.50 | Récord mundial absoluto      |
| 1976 | Juegos Olímpicos                     | Montreal         | Canadá          | 4 x 400 m | 7.º.        | ---     |                              |
| 1977 | Copa del Mundo de Atletismo          | Düsseldorf       | RFA             | 400 m     | 1.º.        | 45.36   |                              |
| 1977 | Copa del Mundo de Atletismo          | Düsseldorf       | RFA             | 800 m     | 1.º.        | 1:44.04 |                              |
| 1977 | Copa del Mundo de Atletismo          | Düsseldorf       | RFA             | 4 x 400 m | 3.º.        | 3:02.77 |                              |
| 1977 | Juegos Mundiales Universitarios      | Sofía            | Bulgaria        | 400 m     | 1.º.        | ---     |                              |
| 1977 | Juegos Mundiales Universitarios      | Sofía            | Bulgaria        | 800 m     | 1.º.        | 1:43.44 | Récord mundial absoluto      |
| 1978 | Juegos Centroamericanos y del Caribe | Medellín         | Colombia        | 400 m     | 1.º.        | 44.27   |                              |
| 1978 | Juegos Centroamericanos y del Caribe | Medellín         | Colombia        | 800 m     | 1.º.        | 1:47.23 | Récord centroamericano       |
| 1979 | Juegos Panamericanos                 | San Juan         | Puerto Rico     | 400 m     | 2.º.        | 45.24   |                              |
| 1979 | Juegos Panamericanos                 | San Juan         | Puerto Rico     | 800 m     | 2.º.        | 1:46.40 |                              |
| 1979 | Juegos Panamericanos                 | San Juan         | Puerto Rico     | 4 x 400 m | 3.º.        | 3:06.30 |                              |
| 1980 | Juegos Olímpicos                     | Moscú            | Unión Soviética | 400 m     | 4.º.        | ---     |                              |
| 1982 | Juegos Centroamericanos y del Caribe | La Habana        | Cuba            | 800 m     | 1.º.        |         |                              |
| 1982 | Juegos Centroamericanos y del Caribe | La Habana        | Cuba            | 4 x 400 m | 1.º.        |         |                              |
| 1983 | Campeonato Mundial de Atletismo      | Helsinki         | Finlandia       | 800 m     | (lesionado) |         |                              |
| 1984 | Juegos de la Amistad                 | Moscú            | Unión Soviética | 800 m     | 1.º.        | 1:45.58 | (compartido)                 |

## Mejores marcas
- 400 metros - 44,26 (Montreal, 29 Jul 1976)
- 800 metros - 1:43,44 (Sofía, 21 Ago 1977)